# Diocesi di Abula
La diocesi di Abula (in latino:  Dioecesis Ablensis) è una sede soppressa e sede titolare della Chiesa cattolica.

## Storia
La diocesi di Abula deve la sua fondazione a san Secondo, uno dei sette Viri apostolici a cui si attribuisce l'evangelizzazione della Spagna nel I secolo. Si conosce un secondo vescovo, Giulio, vissuto tra la fine del I secolo e l'inizio del II secolo, forse successore di san Secondo, ma del quale si conosce assai poco.
Abula (oggi Abla) si trovava nell'estrema parte meridionale della Spagna Tarraconense ed era suffraganea dell'arcidiocesi di Toledo.
Dal 1969 Abula è annoverata tra le sedi vescovili titolari della Chiesa cattolica; dal 22 gennaio 2020 il vescovo titolare è Cristian Dumitru Crişan, vescovo ausiliare di Făgăraș e Alba Iulia.

## Cronotassi

### Vescovi
- San Secondo † (I secolo)
- Giulio † (II secolo)

### Vescovi titolari
- Javier Osés Flamarique † (10 novembre 1969 - 28 febbraio 1977 nominato vescovo di Huesca)
- Charles McDonald Renfrew † (5 maggio 1977 - 27 febbraio 1992 deceduto)
- Alojzij Uran † (16 dicembre 1992 - 25 ottobre 2004 nominato arcivescovo di Lubiana)
- Salvador Giménez Valls (11 maggio 2005 - 21 maggio 2009 nominato vescovo di Minorca)
- Giorgio Corbellini † (3 luglio 2009 - 13 novembre 2019 deceduto)
- Cristian Dumitru Crişan, dal 22 gennaio 2020